# Мередов, Мыратгелди Ресулович
Мыратгелди Ресулович Мередов (туркм. Myratgeldi Resulowiç Meredow; род. 1977, Ашхабад) — туркменский государственный деятель.
В 2000 году окончил Туркменский политехнический институт, в 2015 году — Академию государственной службы при Президенте Туркменистана. По специальности — горный инженер.

## Карьера
По окончании вуза работал на различных должностях в Институте нефти и газа Государственного концерна «Туркменгаз».

2013—2014 — заведующий сектором геологии отдела нефтегазовой промышленности Кабинета Министров Туркменистана.

2014—2016 — заместитель министра нефтегазовой промышленности и минеральных ресурсов Туркменистана.

С января по июль 2016 года министр нефти и газа Туркменистана, председатель совета Государственной комиссии по запасам полезных ископаемых при Кабинете Министров Туркменистана.

07.2016 — 07.2017 года — председатель Государственного концерна «Туркменнебитгазгурлушык» (туркм. Türkmennebitgazgurluşyk).

С июля по декабрь 2017 года временно исполняющий обязанности начальника объединения «Йорителешдирилен гурлушык-гурнама онумчилик»(туркм. Ýöriteleşdirilen gurluşyk-gurnama önümçilik) Государственного концерна «Туркменгаз» (туркм. Türkmengaz).

12.2017 — 11.04.2018 — заведующий отделом Кабинета Министров Туркменистана по контролю строительства особо важных и капитальных объектов нефтегазовой отрасли.

11.04.2018 — 11.02.2021 — заместитель Председателя Кабинета Министров Туркменистана

c 2021 года — работает специалистом в НИИ нефти и газа

## Награды и звания
Награждён юбилейной медалью «25 лет Независимости Туркменистана» (туркм. Türkmenistanyň Garaşsyzlygynyň 25 ýyllygyna).